# 细叶亮蛇床
细叶亮蛇床（学名：Selinum candollei）是伞形科亮蛇床属的植物。分布于尼泊尔、印度、巴基斯坦以及中国大陆的西藏等地，生长于海拔2,600米至3,200米的地区，多生长在林下、灌丛以及山坡草地，目前尚未由人工引种栽培。